# Gásni
Gásni ou Gasni (em persa: غزنى; romaniz.: Ghazni) é uma cidade histórica do Afeganistão, capital da província homônima. Em 2019 tinha 67 400 habitantes.